# La Bretenière (Jura)
La Bretenière é uma comuna francesa na região administrativa de Borgonha-Franco-Condado, no departamento de Jura. Estende-se por uma área de 1,63 km². Em 2010 a comuna tinha 222 habitantes (densidade: 136,2 hab./km²).